# Manon (série télévisée)
Pour les articles homonymes, voir Manon.
Manon est une série télévisée humoristique québécoise en 46 épisodes de 26 minutes scénarisée par Guy Fournier et diffusée entre le 3 décembre 1985 et le 5 mars 1987 à la Télévision de Radio-Canada.

## Synopsis
Manon raconte la vie quotidienne de personnages travaillant dans un CLSC.

## Fiche technique
- Scénaristes : Suzanne Aubry, Guy Fournier, Jean-Raymond Marcoux et Francine Ruel
- Réalisation : Rolland Guay, Gilbert Lepage, Claude Maher et Gary Plaxton
- Société de production : Productions du Verseau

## Distribution
- Linda Sorgini : Manon Donato
- Claude Laroche : Gérald Potvin
- Vincent Bilodeau : Dr Stéphane Joly
- Rita Lafontaine : Juliette Labelle
- Rémy Girard : Joël Mongeau
- Louise Laparé : Madeleine Corbeil
- Béatrice Picard : Édith Bédard
- Sophie Clément : Rollande Lafontaine
- Septimiu Sever : Gheorghiu Tataresco
- Guillaume Lemay-Thivierge : Victor Larose-Lépine
- Michèle Richard : Madeleine Potvin
- Hubert Loiselle : Fred La Porte
- Gilles Pelletier : Dr Larose
- Raymond Legault : Richard Laurendeau
- Danièle Panneton : Ginette
- Raymond Bouchard : Méo
- Germain Houde : Homme armé
- Chantal Jolis : Soupirante française
- Christiane Raymond : Ex-femme de Richard
- Sylvie Léonard : Marité
- Rolland Bédard : M. Berthier
- Rolland D'Amour : M. Légaré
- Gildor Roy : Homme d'affaires
- Jean-Pierre Matte : Pierre
- Isabelle Miquelon : Suzanne
- Pamela Collyer : Laura Allison
- Gilbert Turp : Luc
- Marcel Sabourin : Inspecteur Côté
- Christian Bégin : Adolescent
- Annette Garant : Françoise
- Sophie Léger : Carla
- René Richard Cyr : Julien Durand
- Jean-Pierre Cartier : Reynaldo
- Claude Grisé : Client
- Monique Joly : Cliente
- Marie-Michèle Desrosiers : Mère de Victor
- Yvon Bilodeau : Métal
- Sylvie Potvin : Rebelle
- Renée Girard : Cliente
- Yvon Leroux : Client
- Normand Lévesque : Agent Lévesque
- Gérard Poirier : Client
- Yvan Smith : Client
- Muriel Dutil : Inspectrice
- Jacques Rossi : Roland Bélanger
- Normand Chouinard : Robert Ste-Marie
- Robert Lalonde : Louis Dessureault
- Denis Roy : Luigi
- Carl Bédard
- Stéphane Lestage
- Patrice Coquereau
- Gilbert Lepage
- Claude-Serge L'Italien
- Guy Mignault
- Monique Miller
- Adèle Reinhardt
- François Renaud
- Réjean Robidoux
- Ivan Smith
- Yannick St-Arnaud
- Jean-Guy Viau